# Jankovics család
A daruvári nemes és gróf Jankovics család egy horvát család, mely a 16. században magyar nemességet kapott.

## Története
A család eredete a 16. századig nyúlik vissza, ekkor Jankovics Mátyás és Péter 1588. augusztus 26-án a magyar nemesek közé emelkedtek. Később, 1722. december 5-én kelt királyi oklevélben Jankovics Bonaventura nemességét III. Károly daruvári előnévvel megerősítette. Egy másik családtag, Antal, 1772-ben fiával, Ferenccel együtt grófi rangot kapott. Ferenc azonban fiatalon elhunyt, így a grófi ág már Antallal ki is halt 1789-ben. Emiatt a kihalás miatt, Ferenc József 1857-ben királyi oklevéllel a Pozsega vármegyében élő Jankovics Gyulára ruházta a grófi méltóságot. Ez a Gyula Guillaume de Montbel gróf francia miniszterelnök és Sigray Anna grófnő leányát vette nőül, akitől két leánygyermeke született, így a grófi cím ismét örökös nélkül maradt. A családnak nagyobb birtokai voltak az előnevüket is szolgáltató Daruváron, ezen kívül Sirácson és Csepregen.